# Hyposoter galvestonensis
Hyposoter galvestonensis är en stekelart som först beskrevs av Henry Lorenz Viereck 1906.  Hyposoter galvestonensis ingår i släktet Hyposoter och familjen brokparasitsteklar. Inga underarter finns listade i Catalogue of Life.